# 野島直人
野島 直人（のじま なおと、1981年8月14日 - ）は、日本の俳優、タレント。
埼玉県越谷東高校出身。血液型A型。身長公称173cm　体重63kg　靴のサイズ27cm。
パシフィックボイス所属。あだなは「ノジ」「のじくん」「なおちゃん」。
出身は埼玉県春日部市だが、母親が帰省中に生まれたので生まれは群馬県館林市。

## 来歴
高校時代まで野球漬け。ミュージカルなどの観劇は中学生時代から趣味として観ていたが目立つことがしたいと突然思い「目指せ甲子園！」から「劇団四季入団」を目標に高校野球引退後ボイストレーニングを受け始める。
そしてその年の劇団四季の歌唱クラシック部門に聴講生として合格。その後、劇団四季39期研修生となり初舞台は「九郎衛門」の主役太郎坊役に大抜擢されて俳優スタートをきる。
劇団四季時代は「九郎衛門」「赤毛のアン」「青い鳥」などに出演。
退団後は現在所属しているパシフィックボイスに所属。
2004年 平林勇監督の短編映画「VS」に出演。また2006年 同監督の短編映画『ドロン』主演作がグラナダ国際短編映画祭（スペイン）、釜山国際短編映画祭（韓国）、トロントジャパニーズ映画祭（カナダ）でそれぞれグランプリを獲る。
2008年 短編映画『BABIN』においてもロカルノ国際映画祭（スイス）審査員特別賞および学生審査員賞を獲り海外での評価も高い。
2010年 短編映画『shikasha』はカンヌ映画祭2010 監督週間 短編部門にノミネート。
また、2008年には毎日更新！をテーマに「無意味の意味の意味」という動画配信をYouTubeにて1年半行った。
2011年 帝国劇場開場100周年記念公演「レ・ミゼラブル」ではマリウス役に抜擢され、2013年と2015年にはアンジョルラス役にて出演。2012年の日本版の「パルレ」に出演したことをきっかけに、韓国版での同作にも出演するため韓国語を独学で習得し、韓国での定期公演にもレギュラー出演する。

## 出演作品

### 舞台
2000年
- 九郎衛門　(ミュージカル)- 太郎坊役（劇団四季）

2002年
- 赤毛のアン（ミュージカル) - トミー・スローン役

2005年
- GOD SPELL（ミュージカル） - 青井陽治演出（東京芸術劇場）

2006年
- ザ・ビューティフル・ゲーム（ミュージカル） - ジョーイ・マクリーニー演出（青山劇場・NHK大阪ホール）
- ソフィストリー詭弁 - 青井陽治演出（THEATRE1010）

2007年
- レ・ミゼラブル（ミュージカル）- プルベール役（帝国劇場・博多座）

2008年
- カリフォルニア物語 -（天王洲　銀河劇場）
- ミス・サイゴン（ミュージカル） - （帝国劇場）

2009年
- オペラ・ド・マランドロ (ミュージカル) -（東京芸術劇場・中日劇場・梅田芸術劇場・電力ホール（仙台））

2010年
- キャンディード (ミュージカル) - スタニスラウス王役（帝国劇場）

2011年
- レ・ミゼラブル（ミュージカル） - マリウス 役（帝国劇場）

2012年
- パルレ（韓国オリジナルミュージカル） - ソロンゴ 役（三越劇場・サンケイホールブリーゼ）
- パルレ（韓国オリジナルミュージカル）再演 - ソロンゴ 役（俳優座劇場）
- 韓国版 パルレ（ミュージカル）2,000回記念公演 - ソロンゴ 役（ハクジョングリーン小劇場（ソウル））

2013年
- レ・ミゼラブル（ミュージカル） - アンジョルラス 役（帝国劇場・博多座・フェスティバルホール・中日劇場）

2014年
- Lucky Guy におまかせあれっ! - 純平 役（萬劇場）
- Love Chase!!（ミュージカル） - ヒート 役（シアター・クリエ）
- ON AIR～夜間飛行（ミュージカル） - マルチマン（ゆうぽうとホール）
- 韓国版 パルレ（ミュージカル） - ソロンゴ 役（東洋芸術劇場（ソウル））

2015年
- SAMURAI 7（ミュージカル） - シチロージ 役（天王洲　銀河劇場）
- パルレ（韓国オリジナルミュージカル） - ソロンゴ 役（博品館劇場）
- レ・ミゼラブル（ミュージカル） - アンジョルラス 役（帝国劇場、中日劇場、博多座、梅田芸術劇場、静岡市清水文化会館マリナート）
- 韓国版 パルレ（ミュージカル） - ソロンゴ 役（東洋芸術劇場（ソウル））

2016年
- ヴィンセント・ヴァン・ゴッホ（ミュージカル） - ヴィンセント 役（紀伊國屋サザンシアター） [1]

2017年
- 赫い月 - 畑中健二 役（座・高円寺１）
- 夢から醒めた夢（ミュージカル） - 暴走族 役（自由劇場）

2018年
- 韓国版 パルレ（ミュージカル） - ソロンゴ 役（東洋芸術劇場（ソウル））

2019年
- 韓国版 パルレ（ミュージカル） - ソロンゴ 役（東洋芸術劇場（ソウル））
- 最終陳述～それでも地球は回る～ (ミュージカル） - ウィリアム 役（浅草九劇））

### 映画
- ショートフィルム「VS (ベジタブルソウル）」・「自然との対話」（2004年）- 平林勇監督
- ショートフィルム「49日の幸せな時間」（2004年）- HIDE監督　※山形国際ムービーフェスティバル準グランプリ
- ショートフィルム「ドロン」（2006年）- 主演　平林勇監督　※グラナダ国際短編映画祭（スペイン）グランプリ、釜山国際映画祭グランプリ、トロントジャパニーズ映画祭（カナダ）グランプリ
- ショートフィルム「ワナワナ」（2006年）- HIDE監督
- ショートフィルム「東京天使」（2006年）- 園田俊郎監督　※ショートショートフィルムフェスティバル2005 スーパードライアワード・スカラシップ作品
- ショートフィルム「Babin」（2008年）- 平林勇監督　※ロカルノ国際映画祭審査委員賞・学生審査員賞
- ショートフィルム「shikasha」（2010年）- 平林勇監督　※カンヌ映画祭監督週間短編部門ノミネート
- 「劇場版 しまじろうのわお!しまじろうとフフのだいぼうけん〜すくえ!七色の花〜」（2013年） - サワガニ男 役　平林勇監督
- 「劇場版 しまじろうのわお!しまじろうとくじらのうた」（2014年） - オニヒトデ男 役　平林勇監督
- ショートフィルム「オクトパス」（2015年）- 平林勇監督　※ショートショートフィルムフェスティバル2016出品作品
- ショートフィルム「ぐらがくる」（2017年）- 平林勇監督　※横浜市民防災センター啓発作品
- ウタモノガタリ-CINEMA FIGHTERS project-「Kuu」（2018年6月）- トテ 役平林勇監督）

### テレビドラマ
2009年
- おひとりさま（TBS）

2012年
- そして、命は明日へつながる（BS朝日、10月28日） - 葛原保 役

### 情報番組
- 「ラヴ・レコーズ」（スカイパーフェクTV!）- レギュラー出演
- 「脳力革命」（MXテレビ） - ナレーション

### CM
- 明治乳業（2004年）
- 理想科学（2005年）
- HONDAフリード（WEB-CM）（2008年）
- 報知新聞 スポーツ報知（2012年）
- 東京西川「寝具×科学」（2018年）

### その他
- 「しぐさの裏心理学」（JRトレインチャンネル）- 主演
- 「無意味の意味の意味」（YouTube自主企画動画配信

## エピソード
幼稚園年長時にペルテス氏病を患い小学校5年生までコルセットでの生活を送る。
その後、過酷なリハビリ期間を経て小学校6年生で小学校での初めての運動会に参加。
当時読売巨人軍の吉村禎章選手が試合中の接触事故による怪我でリハビリをする姿をTVでみて「自分もこの病気を克服し同じ病気の人の光にないたい」と思い「プロ野球選手」を目指すようになる。
中学は春日部中野中、一年生から試合に出場し三年生の時には主将に選ばれ歴代三本の指にはいると言われるほど厳しい主将とし語り継がれる。そのかいあって毎年一回戦敗退していたチームを市内3位まで導く。
高校時代は捕手と一塁手を兼任。一年生新人大会から三年生まで全ての大会にベンチ入りをした。
また三年生のとき朝日新聞「捕手にみる高校野球」の「ムードメーカー」特集でトリを飾り注目選手となる。
元埼玉西武ライオンズの大島裕之外野手（当時埼玉栄高校）が同世代を代表する選手。
そしてこの時の体重は最大時で104kgの巨漢。当時は「L」が一番ちいさいサイズだと思っていた（本人談）というくらいの体型だった。
高校野球引退後、劇団四季入団を目指しボイストレーニング＆ピアノを開始。
劇団四季オーディションの前に国立音楽大学を受験、見事？失敗したが、その後劇団四季オーディションに歌唱クラシック部門で受験し聴講生として合格。この部門の合格者は3名だった.
2000年39期研究生となり、2001年劇団四季入団を果たし、ファミリーミュージカル「九郎衛門」の主役太郎坊役でデビュー。
研究所時好きな女性にフラれ、何かを変えたいと思って「ダイエット」を決意し見事体重61kgまで減量成功。しかし食事制限で絞った為、リバウンドして苦戦していた。
現在は本人もBlogで公開しているように縄跳びでの減量を続けている。一日一万五千回を跳んでいる。愛用の縄跳びはTANITA「カロリージャンプ」。
趣味はプロ野球観戦。その中でもファーム観戦。ファーム観戦は一軍の様な華やかさがないので野球の本質をみれるから好き。観戦は今の自分との対話する時間。
他は城巡り。劇団四季時代旅公演が大半だった為、情緒溢れる様式が心地よく趣味になる。ちなみに一番気に入っている城は兵庫県にある「竹田城址」。ここは雲海がみられる。
高校野球からそのまま劇団四季に入団した為かアスリートの様なファイト溢れる言葉を多用しているので、周囲から「熱い男」「情熱的な男」と評されている。ある意味臭過ぎとの意見もある。
代表的な言葉は「情熱に勝るものなし」。